# Боринский сельсовет
Боринский сельсове́т — сельское поселение в Липецком районе Липецкой области. 
Административный центр — село Боринское.

## История
В соответствии с законами Липецкой области №114-оз от 02.07.2004 и №126-оз от 23.09.2004 Боринский сельсовет наделён статусом сельского поселения, установлены границы муниципального образования.

## Население
| 2012  | 2013  | 2014  | 2015  | 2016  | 2017  | 2018  |
| ----- | ----- | ----- | ----- | ----- | ----- | ----- |
| 6461  | ↘6380 | ↘6354 | ↗6367 | ↗6416 | ↗6524 | →6524 |
| 2021  |       |       |       |       |       |       |
| ↗7220 |       |       |       |       |       |       |

## Состав сельского поселения
| № | Населённый пункт | Тип населённого пункта       | Население |
| - | ---------------- | ---------------------------- | --------- |
| 1 | Боринское        | село, административный центр | ↗7220     |